# Костянтин Шарай
Костянтин Шарай (Шараєв) (1879 — 28 грудня 1937) — український священик, протоієрей УАПЦ, делегат на 1 ВПЦ-Собор, останній настоятель кафедрального Благовіщенського собору у Січеславі. Жертва російського окупаційного режиму.

## Життєпис

Преображенський собор у Катеринославі.

У 1890-х Шарай — учень Бахмутської бурси, де учителем співу й музики був український поет Микола Чернявский. Останній, за спогадами Шарая подарував йому «Кобзаря» Шевченка.

«Вважаю Миколу Федоровича за свого хрещеного українського батька, бо він хрестив мене в віру «українську», — згадував згодом Шарай».

Закінчив Катеринославську духовну семінарію.
За українську національну діяльність Шарай був висланий царською владою на заслання в Томськ. 
У 1917 повернувся в Україну, у 1917 — 1925 — настоятель Спаської церкви у с. Лоцманська-Кам’янка поблизу Січеслава. Одночасно працював інструктором Губспоживспілки, друкувався в журналі «Споживач».
У травні 1917 відправив першу службу Божу українською мовою в кафедральному Преображенському соборі в Січеславі. 
У 1925 — 1930 — настоятель кафедрального собору в Січеславі. 
1930 заарештований, перебував у дніпропетровській тюрмі.
У 1931 вивезений до концтабору в Архангельськ. 
У 1935 повернувся в Україну. 
Служив священиком у райцентрі П'ятихатки. 
Заарештований у грудні 1937, засуджений трійкою НКВС 25 грудня до розстрілу. Страчений 28 грудня 1937. Реабілітований 1990.